# 畠中みゆき
畠中 みゆき（はたなか みゆき、1985年4月17日 - ）は、日本のアイドル・タレント。
所属はフリーランス。

## 人物・来歴
大阪府出身、大阪府立南寝屋川高等学校卒業。過去の芸名は「橘 美優希」。愛称は「みーこ」。
19歳の時に声優、ダンスの講師でデビュー。2008年より、携帯サイト携帯放送局K-Stationのラジオ番組『畠中みゆきのパラレルワールド』にて、パーソナリティを務める。以降、ニコニコ生放送の公式チャンネルK-Stationにて多数の番組に出演。
女優・ダンサー業を中心に活動しているが、御堂筋パレードなどでのイベントMCやライブで歌手活動をするなど幅広いジャンルで活動中。
歌手としては、かなぽんこと梶原加奈江とユニット「M♡LK」を結成した他、2010年にK-Stationライブで自身の新曲「happy☆cube」を発表した。
2011年9月からはCM-JAPANを辞め、フリーで活動中。同年10月8日のライブを最後に、梶原加奈江とのユニット「M♡LK」が解散となった。

## 出演作品

### ウェブ
- 携帯放送局K-Station（ニコニコ生放送公式チャンネル）

2011年9月で終了。

### ラジオ
- 畠中みゆきのパラレルワールド[1]（メインパーソナリティ）

毎週日曜日更新予定。

### 舞台・演劇公演
- SHOW COMPANYオリジナルミュージカル「天使の休日」（2005年9月17日、18日）サリー役
- 秋山シュン太郎プロデュース女子野球最後の日（2007年6月22日 - 24日）
- 夜明ケノ始マリニ、僕タチハ嘘ヲツイタ…（2008年）
- 『絶対者の音楽』（2011年5月18日 - 22日）

### ダンス
- ココプラザ Dance
- Zepp Osaka

など

### ドラマ
- Q10（2010年、日本テレビ系）最終話ゲスト
- サイコダイブ（2011年、フジテレビ系）
- 桜からの手紙 〜AKB48 それぞれの卒業物語〜（2011年、日本テレビ系）
- チーム・バチスタ3 アリアドネの弾丸（2011年、フジテレビ系）

### バラエティ
- SMAP×SMAP（2010年、関西テレビ・フジテレビ）

DJ Hello Kitty&SMAPスペシャルコラボライブのバックダンサーとして出演　
- 所さんの目がテン!（2010年12月25日、日本テレビ)
- 炎の体育会TV2011 (2011年1月、TBS)

### 映画
- オーズ・電王・オールライダー レッツゴー仮面ライダー（2011年4月1日（金）公開）
- ヤンキー女子高生6

### 配信
- 2011年3月23日 - オリコンスタイルフルより新曲「Happy☆Cube」が配信
- 2011年4月13日 - オリコンスタイルフルより新曲「Happy☆Day」が配信

### イベント
- 2011年5月14日 - 渋谷CLUB CRAWLにて初の２マンライブを開催。
出演：畠中みゆき／梶原加奈江／佐々木由香／涼城えみ／MILK（畠中みゆき・梶原加奈江）／Rainbow Wings（佐々木由香・涼城えみ）
- 2011年10月8日 - 渋谷CLUB CRAWLにてMILK（畠中みゆき・梶原加奈江）／Rainbow Wings（佐々木由香・涼城えみ）の両ユニットの解散ライブが行われた。